# Conrad Schnitzler
Pour les articles homonymes, voir Schnitzler.
Conrad Schnitzler est un musicien allemand né le 17 mars 1937 à Düsseldorf et mort le 4 août 2011 à Berlin. Il est une figure majeure de la scène musicale européenne depuis la fin des années 1960.

## Biographie
Après une formation d'ingénieur en mécanique, Schnitzler s'intéresse à l'objet et l'art de Joseph Beuys.
Il fonde en 1968 le légendaire Zodiak Free Arts Lab ou Zodiac Club.
En novembre 1969, Conrad Schnitzler fonde avec Dieter Moebius et Hans-Joachim Roedelius le groupe Kluster.
En 1970, il forme avec Klaus Schulze et Edgar Froese, la seconde formation du groupe Tangerine Dream, et enregistre l'album Electronic Meditation.
Schnitzler quitte le groupe Kluster en 1971 après deux albums (Klopfzeichen en 1970 et Zwei-Osterei en 1971) et fonde un groupe éphémère Eruption (avec Klaus Freudigmann et Wolfgang Seidel), dont il est le soliste, puis se concentre sur ses propres œuvres.
Il continue à enregistrer à partir de son home studio à Dallgow, Allemagne, produisant des CD-R qu'il vend de façon indépendante.
Schnitzler participe également à plusieurs collaborations avec d'autres musiciens électroniques :
- Doc Wör Mirran
- Bjørn Hatterud
- Gen Ken Montgomery
- Matt Howarth
- Michael Otto
- Michael Thomas Roe
- Gregor Schnitzler (son fils)
- Steve Schroyder & Patrick Gresbek
- Jörg Thomasius
- Jörg Thomasius & Lars Stroschen
- Giancarlo Toniutti
- Wolf Sequenza
- Hans-Joachim Roedelius

Il meurt dans l'après-midi du 4 août 2011 à Berlin, à l'âge de 74 ans, des suites d'un cancer de l'estomac.

## Discographie partielle
Note: la discographie complète de Schnitzler est difficile à lister du fait de nombreux enregistrements auto-produits privés et limités.

### 1970
- Electronic Meditation (avec Tangerine Dream)
- Klopfzeichen (avec Kluster)

### 1971
- Zwei-Osterei (avec Kluster)
- Schwarz (a.k.a. Eruption)

### 1973
- Rot
- Slowmotion

### 1974
- Blau
- Work in Progress
- The Red Cassette
- The Black Cassette

### 1978
- Con
- Automat

### 1980
- Auf Dem Schwarzen Kanal (EP)
- Consequenz (avec Wolfgang Seidel)
- Die Wandelnde Klangwolke aus Berlin

### 1981
- Contempora
- Con 3
- Conrad & Sohn (avec son fils Gregor Schnitzler)
- Conal
- Control
- Gelb (réédition de The Black Cassette en LP)
- Grün
- Context

### 1982
- Convex
- The Russians Are Coming (EP) composé par le groupe Berlin Express : Conrad Schnitzler, son fils Gregor Schnitzler, et Peter Baumann ; The Russians Are Coming / Roofmusic est une compilation remasterisée en 2009
- Container

### 1983
- Con 3.3.83

### 1984
- Con '84

### 1985
- Con '85

### 1986
- Concert
- Consequenz II (avec Wolfgang Seidel)
- Micon in Italia (avec Michael Otto)
- Face on Radio (avec Wolfgang Hertz)
- Con '86
- GenCon Productions (avec Gen Ken Montgomery)
- Conversion Day

### 1987
- Congratulacion
- Contrasts (avec Wolfgang Hertz)
- Black Box 1987
- Contra-Terrene
- Conditions of the Gas Giant

### 1988
- ConGen: New Dramatic Electronic Music (avec Gen Ken Montgomery)
- CS 1 - CS 13: January 1988 - December 1988
- Concho (avec Michael Chocholak)
- GenCon Dramatic (GenCon Live) (avec Gen Ken Montgomery)

### 1989
- Constellations
- CS 89/1 - CS 89/12: January 1989 - December 1989
- The Cassette Concert (avec Gen Ken Montgomery)

### 1990
- Kynak (Camma) (avec Giancarlo Toniutti)
- CS 90/1 - CS 90/12: January 1990 - December 1990
- Confidential Tapes
- 00/001 - 00/004: Confidential Tapes

### 1991
- Contempora 00/014 - 00/031

### 1992
- Tolling Toggle (avec Jorg Thomasius)
- Tonart Eins (avec Tonart)
- Ballet Statique (réédition de Con)
- Contempora 00/032 - 00/039

### 1993
- Clock Face (avec Jorg Thomasius)
- Tonart Zwei (avec Tonart)
- Con Brio
- Contempora 00/040 - 00/044

### 1994
- Blue Glow
- Con Repetizione
- Contempora 00/045 - 00/053

### 1995
- Charred Machinery
- Electronegativity

### 1997
- 00/106
- The Piano Works 1
- 00/44

### 1999
- Construction
- 00/071: Piano
- 00/063: Piano
- Con/Solo/1
- 00/121: Piano
- 00/139: Concert
- Con/Solo/2
- Computer Jazz

### 2000
- The 88 Game
- 5.5.85 (Concert)

### 2001
- Conal2001
- Acon (avec Hans-Joachim Roedelius)

### 2002
- Con '72

### 2003
- Live Action 1997
- Gold
- Contakt
- Tracks From The Ivory Tower

### 2004
- Con '72 Part II

### 2005
- Mi.T.-Con 04 (avec Michael Thomas Roe)

### 2006
- Moon Mummy
- Zug
- Aquatic Vine Music (avec Michael Thomas Roe)
- Conviction
- Con 2+
- ElectroCon
- Klavierhelm
- Trigger Trilogy

### 2007
- Mic + Con 07 (avec Michael Thomas Roe)

### 2008
- Kluster 2007 (avec Michael Thomas Roe and Masato Ooyama)
- Rare tracks 1979-1982 (avec des remixes par Dompteur Mooner) Erkrankung durch Musique Records
- 20070709 (avec Bernhard Woestheinrich)
- 00/346 + 00/380: Mixes 1 (avec des remixes par Bruno Pronsato, Dandy Jack And The Queen Of Mars)
- 00/346 + 00/380: Mixes 2 (avec un remix de Thomas Fehlmann)

### 2009
- Kluster 2008: Three Olympic Cities Mix (avec Michael Thomas Roe and Masato Ooyama)
- Horror Odyssee (avec Big Robot) - TIBProd. Italy
- Windvogel 33 exemplaires de ce CD "testpressing" avec une couverture rouge pliante
- 80's Works Boxset : BOX contient 8 CD originaux

CD 1:Conrad & Gregor Schnitzler - Conrad & Sohn
CD 2:   Conrad Schnitzler - Control
CD 3&4: Conrad Schnitzler - '85 (2CD)
CD 5:   Conrad Schnitzler - Concert
CD 6:   Conrad Schnitzler & Wolf Sequenza - Consequenz II
CD 7:   Conrad Schnitzler - Congratulacion
CD 8:   Berlin Express - The Russians Are Coming

### 2010
- Kluster 2009: Three Voices (avec Michael Thomas Roe et Masato Ooyama)
- 10.10.84 (cassette concert pré-enregistrée et utilisée en live le 10 octobre 1984 à Berlin)
- Slow Motion édition limitée à 26 exemplaires, 3 faces LP, BO indite à un film underground, en 1972.

### 2011
- Consequenz 010B (avec Wolfgang Seidel) - Mirror Tapes
- Kluster CMO 2010 (avec Michael Thomas Roe et Masato Ooyama)
- Live '72 édition limitée à 500 exemplaires, à 100 exemplaires sur vinyle blanc, pochettes imprimées à la main sur papier de bricolage noires françaises.

### 2012
- Con-Struct (avec Andreas Reihse)
- Zug (Reshaped & Remodeled) (avec Ricardo Villalobos & Max Loderbauer)

## Vidéo
- Con Video 1970's
- Con '81 - Lux Mix